# Бібліотека гірничого інженера
Бібліотека гірничого інженера — перше системне навчальне видання українською мовою для університетів гірничого профілю, підготовлене і видане у Кривому Розі у 2000-них роках. Організатор і співавтор видання — д.т.н., професор Бизов Володимир Федорович. Видавництво: «Мінерал». Серія містить 14 томів:
- Бизов В. Ф., Поронько І. С. Основи динамічної та прикладної геології (динамічна геологія). Т. 1. — Кривий Ріг: Мінерал, 2000. — 205 с.
- Бизов В. Ф., Поронько І. С. Основи динамічної таприкладної геології (прикладна геологія). Т. 2. — Кривий Ріг: Мінерал, 2000. — 137 с.
- Бизов В. Ф.,Трощенко В. М. Кристалографія, мінералогія і петрографія (короткий курс). Т. 3. — Кривий Ріг: Мінерал, 2000. — 121 с.
- Бизов В. Ф. Основи технології гірничого виробництва (виробничі процеси). Т. 4. — Кривий Ріг: Мінерал, 2000. — 247 с.
- Бизов В. Ф. Основи технології гірничого виробництва (технологічні засоби). Т. 5. — Кривий Ріг: Мінерал, 2000. — 250 с.
- Бизов В. Ф., Федоренко П. Й. Маркшейдерська справа. Т. 6. — Кривий Ріг: Мінерал, 2001. — 210 с.
- Бизов В. Ф., Лапшин О. Є. Охорона праці в гірництві. Т. 7. — Кривий Ріг: Мінерал, 2001. — 251 с.
- Бизов В. Ф. Управління якістю продукції гірничих підприємств. Т. 8. — Кривий Ріг: Мінерал, 2001. — 293 с.
- Бизов В. Ф., Франчук В. П. Гірничі машини. Т. 9. — Кривий Ріг: Мінерал, 2004. — 468 с.
- Бизов В. Ф., Федоренко П. Й. Вибухові роботи. Т. 10. — Кривий Ріг: Мінерал, 2001. — 230 с.
- Бизов В. Ф., Моркун В. С. Енергозабезпечення гірничих підприємств. Т. 11. — Кривий Ріг: Мінерал, 2003. — 266 с.
- Бизов В. Ф., Корж В. А. Підземні гірничі роботи. Т. 12. — Кривий Ріг: Мінерал, 2003. — 286 с.
- Бизов В. Ф., Дриженко А. Ю. Відкриті гірничі роботи. Т. 13. — Кривий Ріг: Мінерал, 2004. — 341 с.
- Бизов В. Ф. Проектування гірничих підприємств. Т. 14. — Кривий Ріг: Мінерал, 2003. — 341 с.